# 창원 대광사 십지경론
창원 대광사 십지경론(昌原 大廣寺 十地經論)은 대한민국 경상남도 창원시 진해구, 대광사에 있는 불경이다. 2015년 10월 29일 경상남도의 문화재자료 제606호로 지정되었다.

## 개요
｢십지경론(十地經論)｣은 '대방광불화엄경' 가운데 ‘십지품(十地品)’만을 별도로 번역한 ｢십주경(十住經)｣을 해석한 것이다. 보살의 수행 단계에 따라 구분하는 ‘10지(地)’를 흔히 ‘10주(住)’라고도 한다. ｢十地經論｣은 10지(地)의 각 단계를 중심으로 하여 보살이 닦아야할 갖가지 수행 방편들을 상세히 설명하고 있는 경전이다.
이 책은 10권(卷1~10) 5책으로 제본(製本)된 목판본(木板本)이다. 표지서명은 ‘十地論(십지론)’이며, 권수제(卷首題)와 판심제(版心題)는 ‘十地經論(십지경론)이다. 함차(函次)는 ‘공(空)’으로 확인된다. 규격(책크기)은 세로31.6×가로20.1cm이며, 종이의 지질은 닥종이(楮紙)로 확인된다. 표지 이면에 ‘松岸’이라는 묵서기록이 있다.
권말(卷末)에 ‘壬寅歲高麗國大藏都監奉勅雕造’과 ‘癸卯歲高麗國大藏都監奉勅雕造’라는 기록이 있어 1242~1243년에 고려 대장도감에서 조조한 것임이 확인된다.
이 책은 ‘1711년 가야산 해인사’라는 명확한 간행 및 인출(印出) 기록이 확인되며, 인쇄 및 보관상태는 양호한 책이다. 특히 1242~1243년 고려의 간경도감에서 조조(雕造)한 내용이 기록되어 있어 고려 재조대장경의 일부임을 확인되어 그 간행 의의가 주목되는 점에서 자료적 가치를 지니고 있다.

## 참고 자료
- 창원 대광사 십지경론 - 국가유산청 국가유산포털